# Gioacchino Assereto

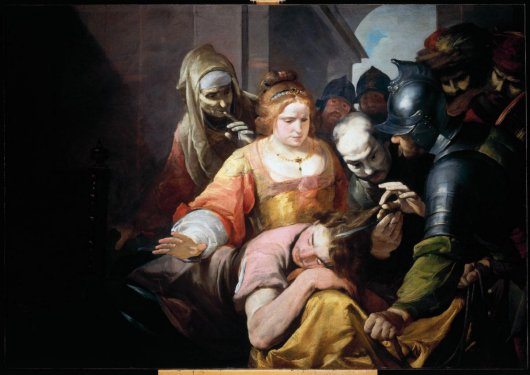
Sansó i Dalila, obra d'Assereto

Gioacchino Assereto (1600 - 28 de juny de 1649) fou un pintor italià de principis del Barroc, actiu a Gènova.
Va ser aprenent de Luciano Borzone i després de Giovanni Andrea Ansaldo. Va pintar dos frescos a una volta de l'església de Santissima Annunziata del Vastato: David i Abimelec i Sant Giovanni i Pietro curant als coixos. També mostra la influència de Bernardo Strozzi, un tenebrisme moderat, com a Moisés obtenint aigua de la roca, actualment al Museu del Prado de Madrid. Orazio de Ferrari va poder haver treballat amb ell a l'estudi d'Ansaldo.
Al Museu Nacional d'Art de Catalunya es pot veure la seva obra Els filisteus arrencant els ulls a Samsó, un oli sobre tela de la primera meitat del segle xvii.